# Эпифора (медицина)
Слезотечение (лат. lacrimatio) — излитие слёзной жидкости из конъюнктивального мешка через края век наружу на кожу лица. Может быть физиологическим и патологическим.

## Слезоотделение, слезоотведение, слезотечение
В норме в обычных условиях слезоотделение (слезопродукция слёзными железами) производится постоянно в количествах необходимых для выполнения функции слёзной жидкостью. Часть слёзной жидкости постоянно испаряется с открытых поверхностей роговицы, склеры и слёзных менисков. Часть слёзной жидкости удаляется в нижний носовой ход полости носа органами слезоотведения (дренажа) слёзного аппарата. Объёмы слезоотделения и слезоотведения находятся в балансе с учётом потери на испарение.
Недостаток слезоотделения вследствие патологии слёзных желёз или их иннервации приводит к пересыханию слёзной плёнки и как следствие к синдрому сухого глаза. К таким же последствиям может привести повышенное испарение слёзной жидкости (потоком воздуха, перегревом роговицы, неполным смыканием век при лагофтальме, экзофтальме и т. д.), при этом обычно происходит рефлекторное защитное увеличение слезопродукции.
Значительное обильное временное, проходящее после прекращения раздражения или выздоровления, усиление слезоотделения происходит рефлекторно как защитная реакция на раздражение роговицы, слизистых конъюнктивы и полости носа при внешних воздействиях и воспалительных явлениях инфекционного или аллергического генеза, а также при психоэмоциональных реакциях сопровождаемых плачем. Повышенное постоянное слезоотделение может происходить постоянно при некоторых эндокринных патологиях и нарушениях нервного регулирования секреции главной слёзной железы.
Обильно секретируемая слеза не успевает отводиться органами слезоотведения слёзного аппарата глаза и происходит излитие излишков слёзной жидкости через край век на кожу лица, что называется слезотечением. Слезотечение может быть временным, вызванное функциональным повышением слезоотделения и не являющимся патологическим, или постоянным патологическим при патологическом постоянном слезоотделении. Патологическое постоянное слезотечение может быть и при снижении проходимости или непроходимости слезоотводящих путей слёзного аппарата при сохраняющемся в нормальных не повышенных объёмах слезоотделении.
Постоянное длительное патологическое слезотечение называется эпифора (лат. epiphora) или дакриорея (лат. dacryorrhoea).

## Эпифора, или дакриорея

### Этиология
Причины слезотечения включают раздражение и воспаление глаз (в том числе трихиаз и энтропион) или непроходимость носослезного канала, которые подразделяются в соответствии с их анатомического расположением (то есть эктропион, окклюзия слёзной точки, обструкции канальца или носослёзного канала). Последнее нередко из-за старения (спонтанный процесс), конъюнктивохалазиса, инфекции (например, дакриоцистит), ринит, а у новорождённых и младенцев — закупорки носослёзного канала. Другой причиной может быть плохое восстановление носослёзной системы после травмы, например перелома костей лица (назо-этмоидальные переломы, переломы верхней челюсти (лефортовские)), и травм носа, век. Это состояние зачастую расстраивает или раздражает. Лечебное перекрытие слёзной точки при сухом кератоконъюнктивите иногда приводит к слезотечению.

### Диагностика
Диагностика слезотечения — сбор анамнеза, осмотр, проба с флуоресцеином.

### Лечение
Если слезотечение вызвано эктропионом или энтропионом, показано восстановление положения век с промыванием носослезного канала. У детей, с преимущественно врождённой патологией проходимости носослезного канала, используется зондирование канала. При воспалительных проявлениях с выделением гнойного содержимого применяют дакриоцисториностомию, делается чтобы соединить слёзную точку с полостью носа, куда в норме должна оттекать избыточная слеза.
В случаях эпифоры вызванной гиперсекрецией слёзной железы невыясненной этиологии, проводится блокада крылонёбного нервного узла, коагуляция слёзной железы (электрокоагуляция, инъекция 96 % этилового спирта) или частичное её удаление.